# 冯诗云
冯诗云（1914年—？），笔名陈元吉，男，四川成都人，中国新闻出版家，曾任中华全国总工会宣传部部长，第三、四、五届全国政协委员。